# Baie Pierre Lejay
Die Baie Pierre Lejay ist eine große Bucht an der Küste des ostantarktischen Adelielands. Im Géologie-Archipel umfasst sie nordöstlich des Astrolabe-Gletschers zwischen dem Pointe Ebba und den Dumoulin-Inseln die Fram-Inseln, die Ifo-Insel und die Hélène-Insel.
Französische Wissenschaftler benannten sie 1958 nach dem französischen Physiker Pierre Lejay (1898–1958), Mitglied des französischen Komitees zum Internationalen Geophysikalischen Jahr (1957–1958).